# Georges-Louis Phélypeaux d'Herbault
Pour les autres membres de la famille, voir Famille Phélypeaux.
Georges-Louis Phélypeaux d'Herbault est un prélat français né en 1719 ou 1720 à Orléans dans l'ancienne province de l'Orléanais du royaume de France et mort le 23 septembre 1787 à Paris.

## Biographie
Georges-Louis Phélypeaux né au château d'Herbault est le fils et homonyme de Georges-Louis Phélypeaux d'Herbault (mort en 1742), conseiller au Parlement et gouverneur du Blésois, et de Anne-Louise de Kerouatz. Son père est lui-même le petit-fils de François Phélypeaux seigneur d'Herbault et de Anne Loisel. Il est donc le petit-neveu de Louis Balthasar Phélypeaux, l'évêque de Riez.
Le cardinal Frédéric-Jérôme de La Rochefoucauld, archevêque de Bourges le nomme vicaire général de son archidiocèse. Désigné comme archevêque de Bourges le 15 août, il est confirmé le 26 septembre et consacré le 20 novembre 1757, il occupe le siège d'archiépiscopal de Bourges pendant trente ans, de 1757 à 1787. Il devient abbé commendataire de l'abbaye Saint-Lucien de Beauvais en 1766, de Saint-Benoît-sur-Loire en 1771 et de l'abbaye Saint-Ouen de Rouen en 1777. Il est aussi chancelier et garde des sceaux des chevaliers de l'ordre du Saint-Esprit de 1770 à sa mort.